# Hendrik van Steenwijck Starszy

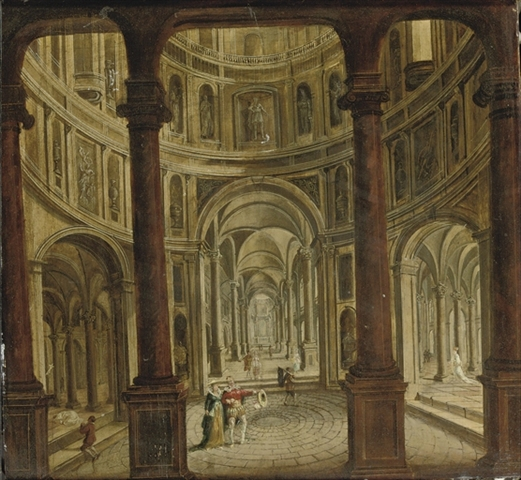
Wnętrze świątyni – obraz, którego autorstwo przypisywane jest Steenwijckowi

Hendrik van Steenwijck Starszy, znany również jako Hendrik van Steenwijck I lub Steenwyck (ur. ok. 1550 w Kampen, zm. w maju 1603 we Frankfurcie nad Menem) – flamandzki malarz barokowy.
Był prawdopodobnie uczniem Hansa Vredemana de Vriesa. W roku 1577 został członkiem gildii św. Łukasza w Antwerpii, działał kolejno w Akwizgranie (1573–1576), Antwerpii (1577–1585) i Frankfurcie nad Menem (od 1586). Znany jest głównie z niewielkich obrazów przedstawiających wnętrza gotyckich kościołów – prawdziwych i wyimaginowanych. Malował też rynki i sale pałacowe. Jest uważany za twórcę odrębnego rodzaju malarstwa, którego charakterystyczną cechą są przedstawienia wnętrz świątyń.
Kontynuatorem i naśladowcą artysty był jego syn, Hendrik van Steenwijck Młodszy.